# Danse avec elles
Pour plus de détails, voir Fiche technique et Distribution.
Danse avec elles est un long métrage documentaire québécois réalisé par Béatriz Mediavilla, sorti en 2014,.

## Synopsis
Danse avec elles est un film documentaire qui se déroule en Abitibi-Témiscamingue, plus précisément à Rouyn-Noranda. Il raconte une année dans la vie d'une école de danse dirigée, depuis 43 ans au moment de la sortie du film, par la même personne: Lynn Vaillancourt. Elle est une chorégraphe qui enseigne différents styles de danse et le chant. Mais l’école PRELV transmet également, à des filles âgées de 4 à 20 ans, des valeurs empreintes d’humanité et de dignité. Pendant un an, Béatriz Mediavilla a assisté avec son équipe de tournage aux activités de l'école de danse PRELV pour mettre en valeur les particularités de cette école et les liens qui unissent ses jeunes élèves,.
« La réalisatrice a su faire confiance à l’intelligence émotionnelle du spectateur pour saisir le propos de son film.»

## Fiche Technique
- Titre : Danse avec elles
- Année de production : 2014
- Durée : 89 minutes
- Réalisation : Béatriz Mediavilla
- Scénario : Béatriz Mediavilla
- Montage : Dominic Leclerc
- Production : Béatriz Mediavilla
- Direction de la photographie : Dominic Leclerc
- Prise de son : Myrko Poitras
- Mixage sonore : Philippe Racine
- Genre: Documentaire en noir et blanc
- Lien vers la bande annonce: https://www.youtube.com/watch?v=TU7_Yeo6Ubk

## Festivals et diffusion
La première diffusion de ce film documentaire a eu lieu au Festival du cinéma international en Abitibi-Témiscamingue,, et par la suite, il a été diffusé dans plusieurs autres festivals dont : 
- Rendez-vous Québec Cinéma[9]
- Festival de videodanza
- Canadian Sport Film Festival à Toronto
- Cinedanse Québec[10]
- Carrousel international du film de Rimouski
- Cascadia Dance and Cinema Festival de Vancouver
- Dance on Camera Festival de New York